# جوني لوغان (كرة سلة)
جوني لوغان (بالإنجليزية: Johnny Logan)‏ مواليد 1 يناير 1921 في ريتشموند - الوفاة 16 سبتمبر 1977، كان لاعب كرة سلة أمريكي تحول إلى التدريب بعد الاعتزال. بدأ مسيرته الاحترافية في سنة 1946. بلغ طوله 6 قدم 2 بوصة (1.9 م). اعتزل اللعب في 1951. لعب مع أتلانتا هوكس في الرابطة الوطنية.

## روابط خارجية
- جوني لوغان على موقع إن بي أي (الإنجليزية)
- جوني لوغان على موقع سبورتس رفرنس (الإنجليزية)
- جوني لوغان على موقع ريلجم (الإنجليزية)
- جوني لوغان على موقع سبورتس رفرنس (الإنجليزية)